# Iskola
Az iskola olyan oktatási intézmény, amelyet arra terveztek, hogy tanulási környezetet biztosítson a diákok tanításához, általában tanárok irányításával. A legtöbb országban létezik egy oktatási rendszer, amely egy bizonyos életévig gyakran kötelező. Magába foglalja az alapfokú oktatást, a középiskolát és a felsőoktatást nyújtó főiskolát vagy egyetemet.
Egyaránt társadalmi és pedagógiai intézmény. Az iskola a család után a legfontosabb szocializációs színtér. 
Az iskolák közötti átjárhatóságot Magyarországon a Nemzeti alaptanterv biztosítja, amely szabályozza a nevelési-oktatási munka szervezését, tartalmát, követelményrendszerét, tanórák számát (akár heti 35-45 is lehet).

## Etimológia
A magyar iskola szó a latin schola szóból származik, amely pedig a görög σχολή szkholé szóból.

## Története

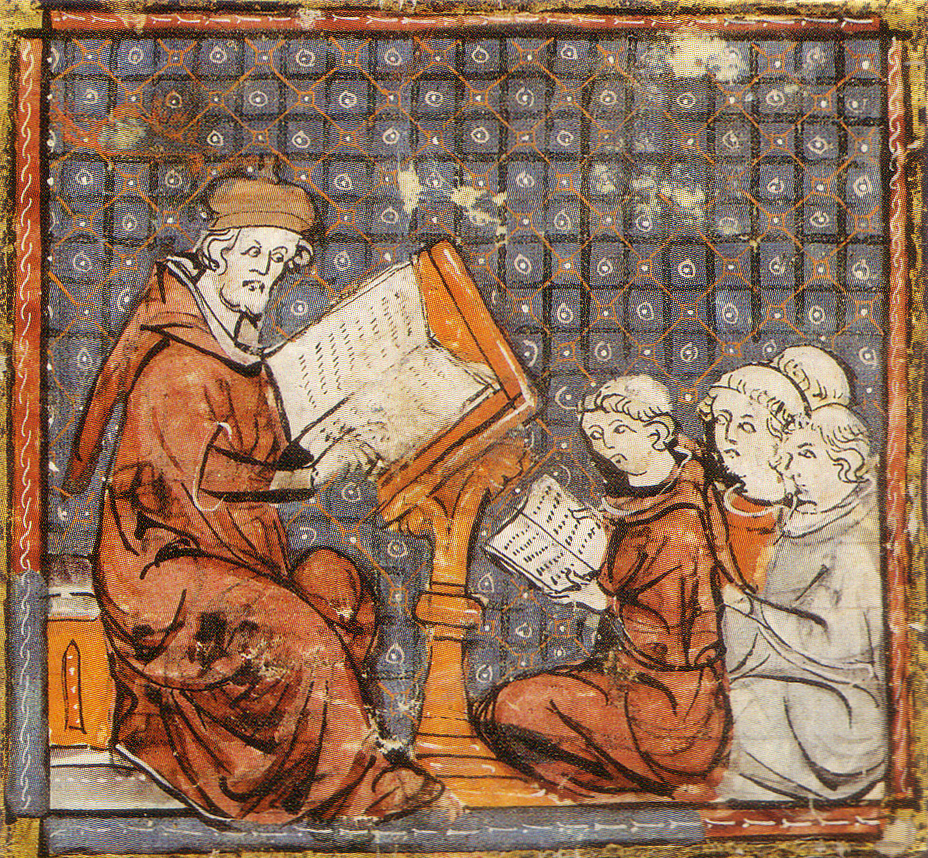
Iskola a középkorban

### Ókor

#### Első civilizációk
Az első iskolának nevezhető szerveződések az ókorban fedezhetőek fel. Mezopotámiában a Kr. e. II. évezred elejétől kezdve kétféle írnokképző működött. Az alapképzést, – írást, olvasást, számolást és elemi tudományos ismereteket – a „tábla háza” (Édubba) míg a magasabb képzést a „bölcsesség háza” (Bét mummi) nyújtotta. 
Mezopotámiához hasonlóan Egyiptomban is megjelent az intézményesülő oktatás egy sajátos formája, az írnokképző, az írnokok „iskolája”. A tanítást vállaló írnokok a legelemibb módszerekkel (utánzás, gyakoroltatás stb.) adták át tudásukat tanítványaiknak.
Kína jól szervezett iskolarendszerrel rendelkezett. Alapját a városokban létesített alapiskolák alkották. Középfokú képzés a járási, tartományi iskolákban, a felsőfokú képzés: állami tisztségviselők (mandarinok) képzése volt. 

#### Görög világ
Iskolák az antik görög és bizánci kultúrában is léteztek, a katonatisztekkel szemben elvárás volt az alapfokú iskolák elvégzése. 
A görög nevelés ideáljaiban és gyakorlatában olyan fejlődés ment végbe, melyet leginkább két polisz, Spárta és Athén nevelésében érzékeltető.
A fiúgyermekek nevelésére mindkét államban igen nagy gondot fordítottak. A spártai fiúk 7 éves korukban tanodába kerültek, ahol közös nevelésben részesültek. A rendkívül szigorú testi nevelésen túl értelmüket csak annyira képezték, amennyire az egy jó katonának szükséges volt. Írni-olvasni, számolni alig tanultak meg, azonban fontosnak tartották gondolataik egyszerű, világos, szabatos kifejezését. A fiúk húszéves korukban lettek – kitűnően képzett katonaként – a hadsereg tagjai. A nevelés azonban nem fejeződött be húszéves korban, hanem kiterjedt a felnőtt korra is.
Athénben a nevelése-oktatása, a képzés tartalmainak átadása különféle iskolatípusokban történt: 
- Grammatikai iskola (alapkészségek – írás, olvasás, számtan),
- Kithara-iskola (múzsaképzés – tánc, ének),
- Palaisztra ('birkózásra kijelölt hely', gimnasztikai képzés).

Amíg Spártában a dresszúra, a fizikai kényszer uralkodott, addig az athéniak bíztak abban, hogy sokkal mélyebben be lehet hatolni a gyermekek, a fiatalok lelkébe az esztétikum segítségével.
A hellenisztikus kor (Nagy Sándor uralkodásától (Kr. e. 336-323) számítjuk) nevelése és oktatása is figyelemre méltó tartalmi gazdagodáson ment keresztül. Új „iskolatípusok” jelentek meg, s a régiekben átadott tudás tartalma is módosult. Az elemi oktatás színtere a minden városban működő didaszkaleion magán és városi fenntartású iskola lett, ahol 7-14 éves korú gyerekek tanultak. A középfokú oktatás színtere a grammatikai iskola, felsőfokú képzés színterei a filozófiai iskolák voltak.

### Középkor
Részben a görög, római és perzsa hódítások hatására indult meg az iszlám kultúra iskoláinak fejlődése, amelynek tudáskoncentrációja óriási volt. Itt jelent meg először az igény a jól szervezett oktatási struktúrákra és módszerekre. A mecseteket vallásos és oktatási tevékenységekre párhuzamosan használták, a 10. században jelentek meg az első független iskolák (medresze).
Az iszlám oktatás nagy hatással volt a modern európaira. Az érettségi franciául Baccalaureat, angolul Baccalaureate, mindkettő az arab Bihaqqi Al-Riwayah szóból származik, amely az első ilyen jellegű, írásban is rögzített követelményrendszer volt.
Az európai oktatás fő célja és központi eleme sokáig a latin nyelv tanítása volt, (ezért hívják az alapfokú iskolákat informálisan az Amerikai Egyesült Államokban grammar schoolnak is) nagy változásokat a reneszánsz hozott.

## Magyarországi története
A honfoglalás előtt a táltosok foglalkoztak a szűkebb közösségek – mai szóval élve – lelki gondozásával, a gyógyítással, a jóslással, az emberi életben mérföldköveket jelentő pillanatok (születés, felnőtté avatás, házasság, temetés) feldolgozásával. Főleg a felnőtté avatás előtt a táltosnak szerepe volt a fiatalok nagybetűs életre való felkészítésében: a család mellett ők is oktathatták a fegyverek készítésének technikáit és a magyar rovásírást is. Bizonyítványt nem adtak, a vizsgáztatást majd az élet tartotta.

### Középkor
A honfoglalás (kb. 896), de főleg a Szent István nevéhez fűződő államalapítás (1000) után az oktatás a kolostorok hatáskörébe került, de a táltosok valószínűleg még évszázadokig fennmaradtak, és nem hivatalosan tevékenykedtek. Erre bizonyíték a rovásírás fennmaradása, főleg Erdély hegyes vidékein. A középkor idején főleg a bencések és a domonkos rendi szerzetesek tanították a nemesek utódait a nyugati műveltségre.
Legrégibb iskoláink, amelyek az egész Árpád-korszakban virágzottak, az úgynevezett fárai iskolák voltak. Szent István elrendelte, hogy minden tíz falu egy templomot és parókiát építsen, melléje pedig egy plébániai iskolát.
A 12. század elején Könyves Kálmán törvénykönyvében említés van arról, hogy létezik már egy olvasni tudó, művelt értelmiség, elsősorban a királyi városokban és főpapi székhelyeken.
A zárdai, káptalani és székesegyházi iskolák tantárgyai az úgynevezett hét szabad művészet (septem artes liberales), amelyek két tanfolyamra voltak osztva, az elsőnek a neve volt trivium, a másodiké quadrivium. A trivium ezekből állt: a latin nyelvből (ide értve a latin prozódiát, a vallástant, az egyházi énekeket stb.); az ékesszólástanból (rhetorica) és a gondolkodástanból (dialectica). A quadriviumhoz tartoztak: a számtan (arithmetica); a zene (musica); a mértan (geometria) és a csillagászat (astronomia). 
Nagy Lajos király 1367-ben hozta létre az első magyar egyetemet Pécsett, ez a dátum jelzi a magyar felsőoktatás kezdetét.
A 14. század végétől egyre több plébániai iskola jött létre a városokban, melyek már a polgárság egy részének iskolái voltak, nem korlátozódtak a klérus képzésére.
„Scholaris” néven a középkorban általában tanulót értettek, akármilyen iskolába járt is az illető. Ezért nevezik egykori forrásaink a falusi, városi és egyetemi tanulót egyformán „scholaris”-nak. A „clericus” és a „scholaris” jelentése közel esik egymáshoz, sőt jórészben fedi egymást. A clericus ugyanis – leszámítva azt az esetet, midőn általánosságban papi emberről vagy pedig íródiákról van szó – mai nyelven szólva kispapot jelentett, a ki vagy valamely megyés egyháznál, plébánián vagy káptalani iskolában tanult és készült a papságra. A clericus tehát valóságos tanuló, scholaris, a ki jár iskolába, magát a papi teendőkben gyakorolja, segítségére van a megyés papnak és plébánosnak s ezek mellett és a káptalanban közreműködik az istentisztelet, temetés, éneklés és zsoltározás alkalmával, a misénél, meg ministrál. Más szóval a clericus azonos értelmű a papi scholarissal vagyis tanulóval.
A középkor végén, mikor a városok megalakulásával és fejlődésével a világiak is sűrűbben keresték fel az iskolát, a pap (clericus) és az írástudó (litteratus) fogalma többé már nem fedi egymást. Az Anjou-kortól kezdve gyakran előforduló „litteratus”-ok (diákok) java része már világi ember, akikkel a királyi kancelláriában, a főpapok és világi urak udvarában és váraiban, a hiteles helyi káptalanok és konventek, a vármegyék és városok, egyesek és testületek szolgálatában mint íródeákokkal, jegyzőkkel, gazdatisztekkel, s más hasonló szerepben találkozunk.
A székesegyházi (káptalani) iskolát nemcsak a papi pályára készülők, hanem világiak is látogatták. Ezt már a Szt. Gellért-legenda elbeszéléséből is kiérezzük. A lateráni és az 1309-i budai zsinat világosan kimondja, hogy az egyház klerikusain kívül mások, szegény világi tanulók is járnak a székesegyházi iskolába.  Ezen szegény tanulókról beszélnek a váradi és a zágrábi káptalan statútumai is.
A 14. és 15. században a falusi plébániai székhelyeken országszerte volt iskola.
A reformáció koráig százkettő olyan magyarországi községet ismerünk, melyekben elemi iskolák voltak.
A falusi iskolákban – miként Európa nagy részén c természetesen csak a Miatyánkot, Hiszekegy-et, a vallás legfőbb tételeit, az éneket, olvasást és itt-ott az írást tanították. A tanítást vagy a plébános vagy valamely papja, vagy az ún. iskolamester végezte.
A plébánost a Barcaságban 1444-ben az iskolamester urának (dominus) tekintették. Ez egészen megfelel azon viszonynak, mely a plébános és az iskolamester között fennállott. Az iskolamestert ugyanis a hívek választották, de ehhez a plébános beleegyezése is szükséges volt. 

### Újkor
Mint külföldön, úgy nálunk is létrejöttek a városi iskolák, mely elsősorban a városi polgárság érdekeit próbálta szolgálni.

#### 16. század, a reformáció ideje
A reformáció nálunk is nagy lökést adott a közművelődésnek: iskoláink száma nagy mértékben szaporodott. A protestánsok, ha egy-egy területet, várost meghódítottak, nyomban iskolát nyitottak. Ha valamelyik városban eldöntetlen maradt a küzdelem, két középiskola is keletkezett a katolikusok részéről, miközben voltak egyféle felekezetű nagy területek, ahol egy iskola sem volt. Ez az oka, hogy középiskoláink még később is oly aránytalanul voltak jelen. A reformáció után is megmaradt az iskola eszköznek a felekezetek kezében, megmaradt egyházi ügynek.
Sem az állam, sem az egyházak nem rendelkeztek olyan szervezettel, amelyek hivatva lettek volna az iskolákra felügyelni, azoknak tantervet előírni, vagy a fennállót módosítani. Minden főpap, főúr, vagy város, saját belátása szerint rendelkezett az iskolájáról, kinevezte a tanítókat, megállapította azok számát, fizetését; meghatározta a tantárgyakat, a tantervet, az iskolai szabályokat. Ennek természetes következménye volt a legnagyobb különféleség az iskolák körében. Mindegyik sajátos szervezettel bírt. Ugyanazon iskola szervezete időnként változott, amint változtak azok, kik fenntartották, s azok, kik tanszékeit elfoglalták. Valamely iskola, mely bőkezű pártfogók és jeles tanárok által a virágzás magas fokára emelkedett és a főiskolák színvonalát megközelítette; utóbb midőn megvonatott tőle az anyagi támogatás, vagy jelentéktelen férfiak kerültek az élére, teljes jelentéktelenségre sülyedt. Innen van, hogy néha kis faluhelyeken a latin, görög, sőt néha a héber nyelv is taníttatott; ellenben nagy városok iskolái néha csak az elemi ismeretekkel foglalkoztak.
Mindamellett ha a 16. század iskoláit osztályozzuk, megkülönböztetjük az elemi iskolákat, a középiskolákat, az akadémiákat. Az elemi iskolák azok, melyek rendszerint a plébániák mellett álltak fen, s tantárgyaik a hittan-, írás-, olvasás- és számolásra szorítkoztak.  Magyarország némely városaiban is találkozunk úgynevezett „latin” iskolákkal, melyekben a latin nyelv tantárgy és az előadás nyelve is volt. 
A 16. században a középiskolákat a katolikusoknál a székesegyházi és kolostori iskolák, a protestánsoknál a városi és főúri iskolák (tanodák) képviselik.
A magyarországi protestáns középiskolák, miként azok nagyobb városainkban: Bártfán, Beszterczebányán, Kassán, Selmecen stb. létesültek, külföldi minták szerint voltak szervezve. Luther és Melanchthon wittenbergi, Trotzendorf goldbergi és Sturm strassburgi iskolai rendszerei voltak általánosan elfogadva és életbe léptetve. Ezek lényegekben azonosak, csak kevésbbé jelentős részletekben térnek el egymástól. Mindannyian az iskolában a templom előcsarnokát és folytatását látják; a tanulás céljául Isten megismerését és parancsainak teljesítését tűzik ki. A vallási tanulmányokra nagy gond és sok idő fordíttatott. Wittenbergben a tanulók tartoztak minden reggel az ó- és újtestamentumi szentkönyvekből egy-egy fejezetet olvasni, ebéd után pedig a zsoltárokból és Luther német énekeiből néhányat énekelni. A vasárnap reggeli óráit a katekizmus magyarázata, a délutánt a szentírás olvasása és az éneklés töltötte be.
A jezsuiták, akik e században hazánkban is megtelepedtek, Nagyszombaton, Túróczban, Sellyén, Váradon, Gyulafehérvárott és Kolozsvárott középiskolákat alapítva, ezekben sajátlagos iskolai szervezetet honosítottak meg, melyet szigorú egyformasággal Európa minden államában keresztülvittek. Megkülönböztették a „studia inferiora” (középiskolák) és „studia superiora” (akadémiák) típusát. 

#### Mária Terézia ideje
Állami üggyé a közoktatást Mária Terézia királynő tette, aki 1777-ben kiadta a Ratio Educationis című rendeletet az új nevelési és tanulmányi rendszerről, mely az egész oktatásügyet az elemi iskoláktól egész az egyetemig államilag rendezte. Ez a rendelkezés az összes iskolaügy feletti legfelsőbb felügyeletet a koronára ruházta. Budán és Zágrábban tanulmányi bizottságokat állítottak fel. Az országot 9 kerületre osztották, minden kerületbe egy-egy királyi főigazgatót neveztek ki, melléje pedig a triviális és normális iskolák számára szakértő felügyelőt rendeltek. Mária Teréziának egy másik fontos cselekedete volt, hogy az eltörölt Jezsuita-rend vagyonát tanulmányi alappá tette, mely egészen az állam rendelkezése alá került. De csakis a katolikus iskolaügy került teljesen az állami hatalom alá: a protestánsok s különösen a reformátusok nem ismerték el a rendeleti úton kiadott Ratiót. Ugyancsak Mária Terézia idején létesültek az első szakiskolák, jogi akadémiák, bányászakadémiák, katonai nevelőintézetek, stb. 
A normaiskola olyan népiskola volt az 1770-es évek végétől a 19. század elejéig, melyben a Johann Ignaz Felbiger által kidolgozott norma-módszer (methodus normalis) alapján folyt a tanítás.

### 1849-től 1945-ig

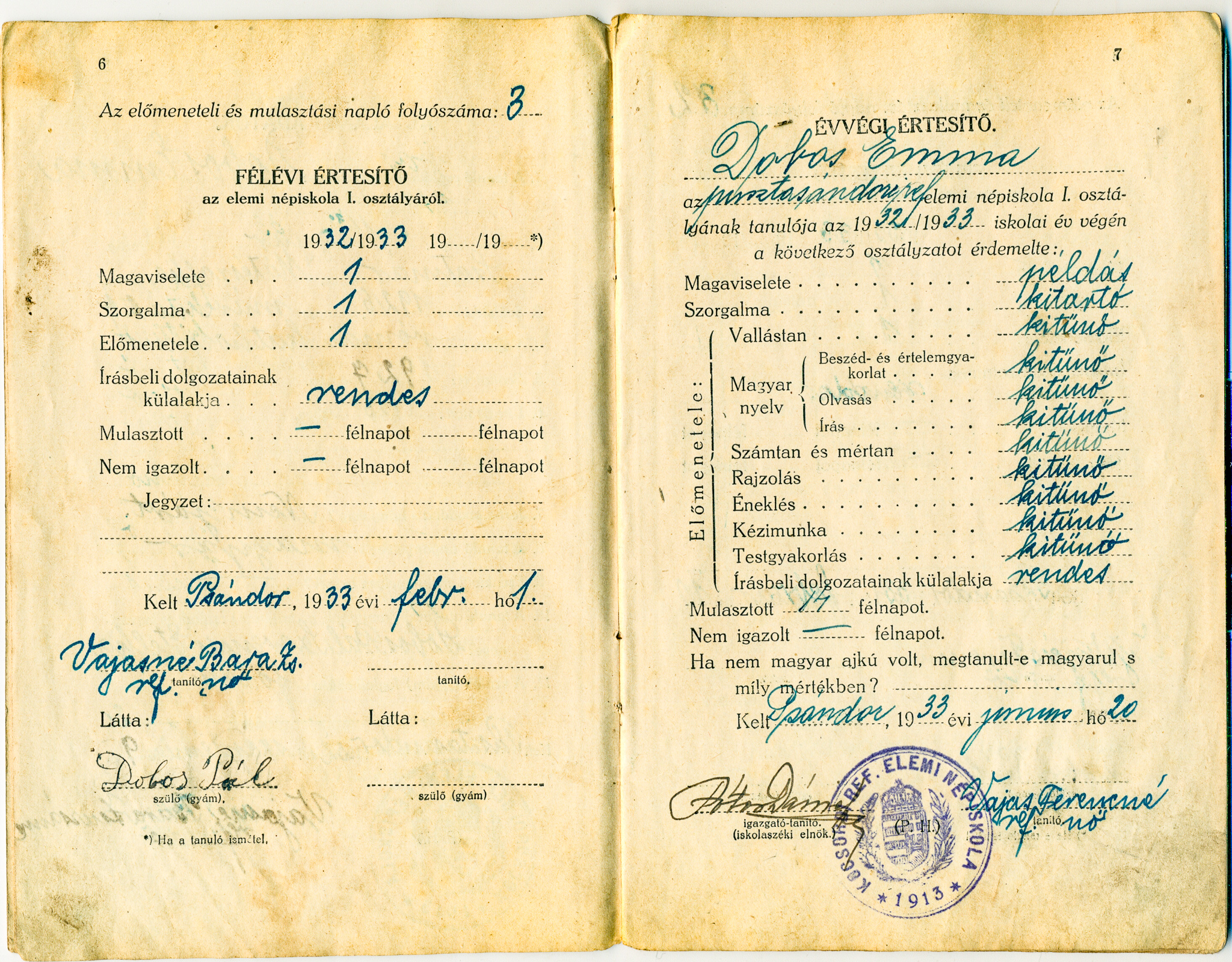
Elemi népiskolai bizonyítvány az 1930-as évekből. Ebben az időben az 1-es osztályozás volt a legjobb.

Az alsófokú, elemi oktatás a népiskola keretén belül működött.
A reáliskola (reáltanoda) 1849 és 1934 között létezett középiskola-féle volt.
Legkorábban az Eötvös József-féle 1868. évi XXXVIII. törvénycikk (a népiskolai közoktatás tárgyában) vezette be az általános tankötelezettséget.
A 19. század végén iskoláink legnagyobb része államtörvény által van rendezve és szervezve. Vannak kisdedóvó intézeteink és gyermek-menedékházaink; népoktatási tanintézetek; középiskolák; felsőbb tanintézetek; szakiskolák. A kisdedóvást az 1891. évi XV. t.-cikk és az ennek végrehajtása tárgyában 1892. okt. 8-án kiadott miniszteri utasítás szabályozza. E törvény szerint a kisdedóvás feladata 3-6 éves gyermekeket egyfelől ápolás és gondozás által a szülők távollétében érhető veszélyektől óvni, másfelől rendre és tisztaságra szoktatás, valamint ügyességüknek, értelmüknek és kedélyüknek korukhoz mért fejlesztése által őket testi, szellemi és erkölcsi fejlődésükben elősegíteni. A népoktatási tanintézetekhez, amelyeket az 1868. XXXVIII., továbbá az 1876. XXVIII. és az 1879. évi XVIII. törvények szabályoznak, tartoznak: az elemi népiskolák, amelyek 6 évig tartó mindennapi és 3 évre terjedő ismétlő iskolából állnak; ezekre nézve tankötelezettség áll fenn; felsőbb népiskolák, fiúk számára 3, leányok számára 2 évfolyammal. Ezek az iskolák növendékeiket az elemi iskola 6. osztályából veszik; polgári iskola fiúk számára 6, a leányok számára 4 évfolyammal. Felvesznek oly tanulókat, akik az elemi iskola 4. osztályát elvégezték; tanító- és tanítónőképző intézetek, eredetileg 3, most 4 éves tanfolyammal. Az említett iskolák köréhez számíthatók még a miniszteri rendeleten alapuló felsőbb leányiskolák és a polgári iskolai tanító- és tanítónőképző intézetek. Középiskoláinkat, amelyek gimnáziumokból és reáliskolákból állnak, az 1883. évi XXX. s az 1890. évi XXX. t.-cikkek szabályozzák. Ez iskolák készítenek elő és képesítenek az egyetemi tanulmányokra. A felsőbb tanintézetekhez tartoznak: 51 papnevelő intézet, 13 jogakadémia, a budapesti és a kolozsvári tudományos egyetemek, s a Budapesti Műegyetem. Végre a szakiskolákhoz tartoznak a kereskedelmi, ipari, katonai, gazdasági, bányászati, erdészeti, vincellér- stb. iskolák."

### 1945-től

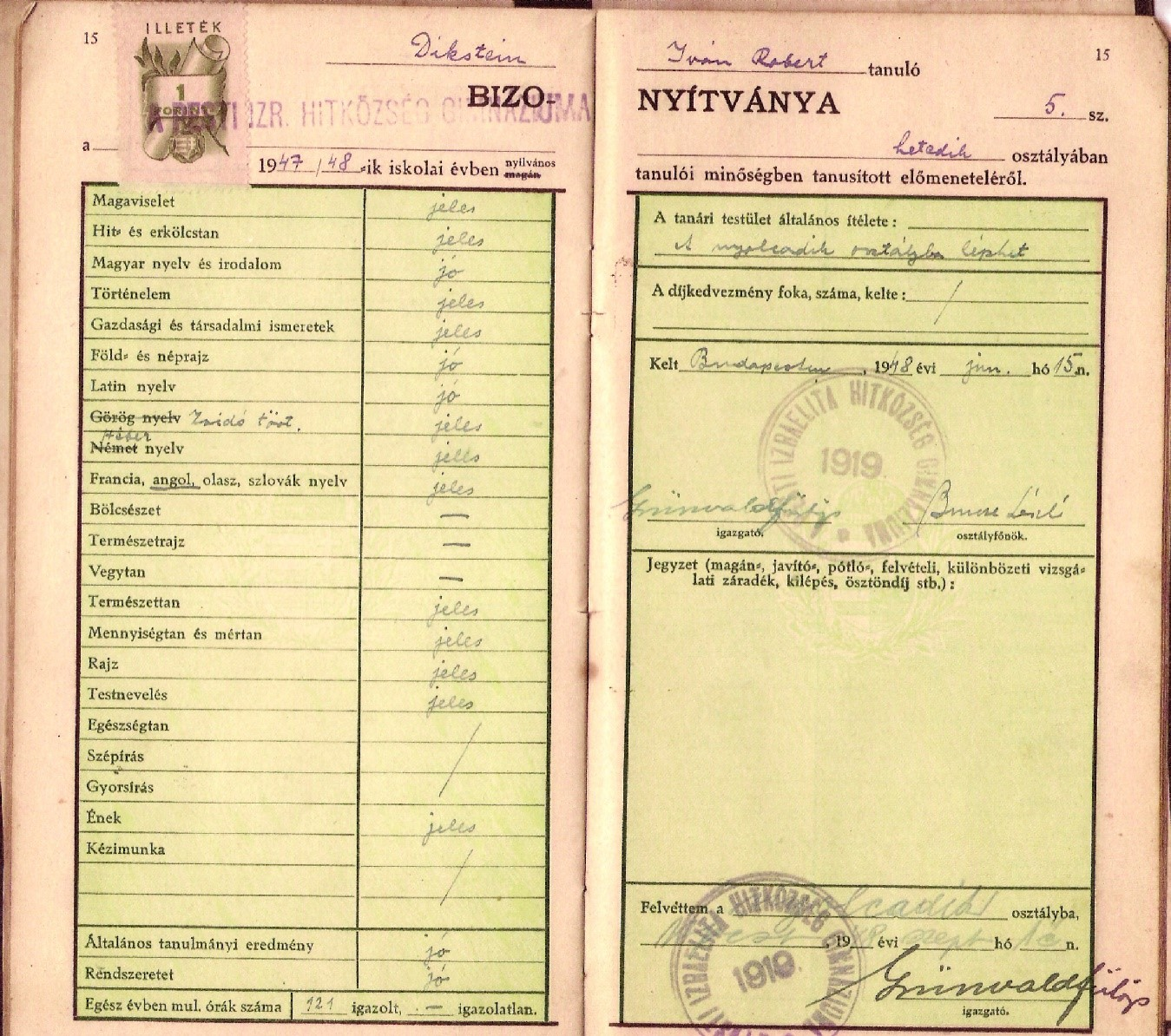
Ált. iskolai bizonyítvány 1948-ból

1945-ben megjelent az Ideiglenes Nemzeti Kormány rendelete a 8 éves általános iskola létrehozataláról. Ennek teljes tanterve 1946 nyarán jelent meg.
1946-tól kötelezővé vált az orosz nyelv oktatása. A pedagógusoknak el kellett sajátítaniuk a marxista-leninista és sztálinista elmélet alapjait és a tanulók is ebben a szellemben részesültek.
A tankötelezettséget 16 évben állapították meg. A nyolcéves általános iskolára épült a középiskola.
A közoktatásról szóló 1993. évi LXXIX. törvény bevezetője szerint: "A Magyar Köztársaság Alkotmányában meghatározott művelődéshez való jog esélyegyenlőség alapján való gyakorlása, a lelkiismereti meggyőződés szabadságára és a vallásszabadság, a hazaszeretetre nevelés érvényesülése, a nemzeti és etnikai kisebbségek anyanyelvi oktatáshoz való jogának megvalósulása, a tanszabadság és a tanítás szabadságának érvényesülése."

## Tulajdonforma szerint
- A világ iskoláiban többféle tulajdonforma is elképzelhető: állami, közvetett állami, egyházi, magán.
- Magyarországon például közvetetten áll az állam tulajdonában az ELTE Radnóti Miklós Gyakorlóiskola, egyházi tulajdonban van például a Pannonhalmi Bencés Gimnázium, alapítványi tulajdonban van például az Alternatív Közgazdasági Gimnázium.

## Az iskolák típusai
Az oktatásban a 2016/2017-es tanévben jelentős átalakulás kezdődött meg. A szakképző intézmények neveinek változásán túl részben az ellátott feladatok is módosultak.

### Általános iskola
Az alapfokú oktatás 8 éves alapfokú képzése Magyarországon az első lépcsője a kötelező jellegű oktatásnak. Megelőzi az óvodai nevelés, követi a középfokú oktatás.

### Készségfejlesztő iskola
A szakiskolák a többi tanulóval együtt haladásra képtelen, sajátos nevelési igényű tanulókat készítik fel szakmai vizsgára, a készségfejlesztő iskolák a középsúlyos SNI-tanulók számára nyújtanak az életkezdéshez, munkába álláshoz ismereteket.

### Érettségit adó középiskolák
- szakközépiskola: Az új rendszerű szakközépiskolákban a tanulók az első 3 évben szakképesítést szereznek, ezt követően a diákoknak lehetőségük van további kettő, érettségire felkészítő évfolyam elvégzésére, majd érettségi vizsgát tehetnek.
- gimnázium: A gimnáziumok általános műveltséget adnak és felkészítik a diákokat az érettségi vizsgára és a felsőfokú tanulmányok megkezdésére. A gimnáziumokban folyó képzés, annak ellenére, hogy a közismereti tantárgyak oktatása mindenhol elsődleges fontosságú, a különböző iskolák eltérő profiljának, az egyes iskolákon belül különböző tanulmányi területeknek köszönhetően meglehetősen változatos. Gyakran nem is csak egyszerűen humán és reál osztályokat különböztetnek meg, a különböző emelt szinten, emelt óraszámban oktatott tantárgyak révén további specializációra is lehetőség van. Érettségi után a tanulók továbbtanulhatnak a felsőoktatásban, betölthetnek középfokú végzettséghez kötött munkaköröket, vagy jelentkezhetnek szakmai képzésre. A gimnázium lehet 8, 6 vagy 4-5 évfolyamos, az 5 évfolyamos képzés esetén a 8. és 9. évfolyam közé beékelődik egy nyelvi előkészítő, ún. nulladik évfolyam, aminek kereteiben intenzív idegennyelv-oktatás zajlik.
- szakgimnázium: A szakgimnáziumokban az első négy év elvégzése után szakmai érettségit tesznek a tanulók, további egy évfolyam elvégzésével pedig érettségihez kötött szakképesítést is szerezhetnek.

### Felsőoktatás
Főiskolai, vagy egyetemi képzéseket leggyakrabban 18 éves kortól végeznek az érettségizett diákok. Fokozatai: felsőfokú alapképzés, mesterképzés és doktori képzés.